# Ondřej Berka
Ondřej Berka (* 14. November 1987) ist ein tschechischer Fußballschiedsrichter.
Berka leitet seit April 2016 Spiele in der ersten tschechischen Fußballliga und hatte bislang bereits über 150 Einsätze.
Seit 2021 steht er auf der Liste der FIFA-Schiedsrichter und leitet internationale Fußballpartien. Er gehört zur Gruppe der UEFA-First-Category-Schiedsrichter.
Im Oktober 2023 debütierte Berka in der Europa Conference League. Zudem pfiff er bereits Partien in der Qualifikation zur Champions League, in der EM-Qualifikation für die Europameisterschaft 2024 sowie weitere Qualifikations- und Freundschaftsspiele.